# Joensuun Kiekko-Pojat
Joensuun Kiekko-Pojat – fiński klub hokeja na lodzie z siedzibą w Joensuu.
W przeszłości klub działał pod nazwami Joensuun Kiekko-Karhut i Joensuun Kiekko-Pojat. W 2020 kluby Jokipojat i Karjalan Kopla dokonały fuzji, wskutek czego powstał klub Joensuun Kiekko-Poja.
Trenerami drużyny byli Kari Rauhanen (2004-2006), Esa Tikkanen (2010-2011).

## Sukcesy
- Brązowy medal Suomi-sarja: 2003
- Złoty medal Suomi-sarja: 2004, 2015
- Awans do Mestis: 2004, 2015
- Srebrny medal Mestis: 2009, 2012
- Złoty medal Mestis: 2010
- Brązowy medal Mestis: 2016

## Zawodnicy
Numery zastrzeżone
- 1 Tapio Pohtinen
- 9 Hannu Kapanen
- 15 Lauri Mononen
- 25 Markku Kyllönen